# Elaphria ixion
Elaphria ixion är en fjärilsart som beskrevs av William Schaus 1914. Elaphria ixion ingår i släktet Elaphria och familjen nattflyn. Inga underarter finns listade i Catalogue of Life.